# 26e législature de la Chambre des représentants de Belgique
La 26e législature de la Chambre des représentants de Belgique a commencé le 9 décembre 1919, et s'est achevée le 21 octobre 1921. Elle fait suite aux élections législatives du 16 novembre 1919.
La Chambre compte 186 membres élus.

## Bureau
- Émile Brunet, président (POB)
- Vice-présidents
- Henry Carton de Wiart (Cath)
  - Albert Mechelynck (nl) (Lib)
  - Louis Bertrand (POB)
  - Émile Tibbaut (Cath)
- Secrétaires
  - Auguste Huyshauwer (Cath)
  - Jules Mansart (POB)
  - Robert de Kerchove d'Exaerde (Cath)
- Maurice Crick (Lib)
  - Désiré Bouchery (POB)
- Questeurs
  - Maurice Pirmez (Cath)
  - Xavier De Bue (Cath)
  - Léon Jourez (Lib)
  - Léon Troclet (POB)

## Membres
- baron Josse Allard
- Alfred Amelot (Lib)
- Edouard Anseele (POB)
- Henri Baels (Cath)
- Gustave Bastien
- Émile Baudrux
- Victor Begerem (nl)
- Eugène Berloz (POB)
- Pol-Clovis Boël (Lib)
- Joseph Bologne (POB)
- Hendrik Borginon (nl) (Frontp.)
- René Branquart (POB)
- baron Émile Braun (Lib)
- Alphonse Brenez (POB)
- Valentin Brifaut (Cath)
- Frédéric Brugmann de Walzin
- Léon Bruyninckx (nl)
- Émile Buisset (Lib)
- Adolphe Buyl
- Arthur Buysse
- Jules Carlier (Lib)
- Arthur Catteeuw (Cath)
- Raoul Claes (Lib)
- Désiré Cnudde (POB)
- Fernand Cocq (Lib)
- René Colaert (Cath)
- Léon Colleaux (POB)
- Georges Cousot (Cath)
- Pierre David (Cath)
- Adiel Debeuckelaere (nl) (Frontp.)
- Jules De Brouwer (POB)
- Charles De Bruycker (Cath)
- Auguste De Bruyne (POB)
- August Debunne (POB)
- Henri De Clerck (nl) (POB)
- Staf de Clercq (Frontiste)
- Léon De Coster (Cath)
- Joseph Defaux (POB)
- Jules de Géradon (Cath)
- Isidoor De Greve (Cath)
- Joseph Dejardin (POB)
- Jules De Keersmaecker (Cath)
- Léon Delacroix (Cath)
- Pierre de Liedekerke de Pailhe (Cath)
- Adolphe de Limburg-Stirum
- Isi Delvigne (POB)
- Célestin Demblon (POB)
- Frans De Schutter (POB)
- Hector de Selys Longchamps (Lib)
- Jules Destrée
- Albert Devèze (Lib)
- Fernand de Wouters d'Oplinter (Cath)
- Adiel Dierkens (POB)
- Edmond Doms (POB)
- Ignace Donij
- Samuel Donnay (POB)
- Robert Doutreligne (nl)
- Julien Drèze
- Léon du Bus de Warnaffe (Cath)
- Edmond Duysters
- Willem Eekelers (POB)
- Ferdinand Elbers (POB)
- Victor Ernest (POB)
- Édouard Falony (POB)
- Frans Fischer (nl) (POB)
- Louis Franck (Lib)
- Alexandre Galopin (POB)
- Léon Gendebien (Cath)
- Max Glorie
- Fernand Golenvaux (Cath)
- Joseph Gris
- Elie Hainaut
- Max Hallet (POB)
- Auguste Hamman
- Alphonse Harmignie
- Joris Helleputte (Cath)
- Victor Hessens (POB)
- Hendrik Heyman (nl) (Cath)
- Jules Hoen (POB)
- Alfons Homans (Lib)
- Joseph Houget (Lib)
- Maurice Houtart (Cath)
- Georges Hubin (POB)
- Camille Huysmans (POB)
- Paul Hymans (Lib)
- Paul-Émile Janson (Lib)
- Henri Jaspar (Cath)
- Paul-Henri Jouret (Lib)
- Joannes Lampens (POB)
- Fernand Lebeau
- Maurice Lemonnier (Lib)
- Henri Léonard (POB)
- Michel Levie (Cath)
- Alfred Lombard
- Léon Mabille (Cath)
- Jules Maenhaut (nl) (Cath)
- Boudewijn Maes (Nat.Flam.)
- Jean Mahieu
- Hendrik Marck (nl) (Cath)
- Fulgence Masson (Lib)
  - Jules Mathieu (POB)
- Adolphe Max (Lib)
- Guillaume Melckmans (POB)
- Léon Meysmans (POB)
- Camiel Mostaert (POB)
- Camille Moury (POB)
- Xavier Neujean (Lib)
  - Paul Neven (Lib)
- Alfred Nichels (nl) (POB)
- Thomas Niezette
- Camille Ozeray (Lib)
- Maximilien Pastur
- Augustin Peel
- Louis Pépin (POB)
- Jean-Baptiste Périquet
- Clément Peten
- Louis Piérard (POB)
- Henri Pirard
- Jules Poncelet (Cath)
- Prosper Poullet (Cath)
- Lionel Pussemier (nl)
- Auguste Raemdonck van Megrode (Cath)
- Jean Ramaekers (Cath)
- Jules Renkin (Cath)
- Ernest Reynaert (Cath)
- Jan-Baptist Rombauts (Cath)
- Gustave Royers
- Jean-Baptiste Samyn (POB)
- Gustave Sap
- François de Schaetzen (Cath)
- Paul Segers (Cath)
- Désiré Serruys
- Nestor Sevrin
- Joseph Siccard
- Alfons Siffer (Cath)
- Eugène Soudan (POB)
- Nicolas Souplit (POB)
- Eugène Standaert
- Louis Straus (Lib)
- Frans Theelen (Cath)
- Paul Tschoffen (Cath)
- Louis Uytroever (POB)
- François Van Belle (POB)
- François Van Brussel
- Jules Van Caenegem (nl) (Cath)
- Frans Van Cauwelaert (Cath)
- Florent Van Cauwenbergh
- Hippolytus Vandemeulebroucke (POB)
- Oscar Vanden Eynde de Rivieren (Cath)
- Maurice Vanden Kerkhove
- Émile Vandervelde (POB)
- Joseph Vandevelde
- Aloys Van de Vyvere
- Émile van Dievoet (Cath)
- Jules Vandromme
- Alphonse Van Hoeck (Cath)
- Paul Van Hoegaerden (Lib)
- Charles Van Hoeylandt (nl) (POB)
- Philip Van Isacker (Cath)
- Auguste Van Landeghem (POB)
- Karel Leopold Van Opdenbosch (nl)
- William Van Remoortel (Indép.)
- Petrus Van Schuylenbergh (Cath)
- Edouard Van Vlaenderen
- Eugène Van Walleghem (POB)
- Jozef Verachtert (Cath)
- Herman Vergels (Cath)
- Jozef Verlinden (POB)
- Amedée Visart de Bocarmé (Cath)
- Joseph Wauters (POB)
- Paul Wauwermans (Cath)
- Sébastien Winandy (cath)
- Charles Woeste (Cath)